# Kenny Dehaes
Kenny Dehaes (Uccle, a 10 de novembro 1984) é um ciclista belga, membro da equipa profissional continental Wallonie Bruxelles.

## Biografia
Dehaes começou a sua carreira como futebolista. No entanto, cedo ficou claro que não se encontrava por este desporto, em parte porque o seu pai foi também ciclista. A princípios de 2000 incorporou-se a uma modesta equipa belga.
Após um pequeno período de adaptação, obteve várias vitórias. Em duas temporadas ganhou onze vitórias. A maioria dos seus sucessos foram ao sprint e depois nas corridas de pavé. Uma excepção foi a sua vitória numa etapa de montanha em Valônia, corrida na que foi segundo. Em 2004 viu parada a sua progressão por problemas de joelho. No entanto, não foi uma temporada perdida já que ganhou o Troféu Haspengouw. A sua descoberta produziu-se em 2005, no Tour de Flandres, onde teve uma boa atuação e ganhou na categoria sub-23 (Tour de Flandres sub-23). Uns meses mais tarde converteu-se em campeão provincial. O seu primeiro contrato profissional assinou-o com a equipa Chocolade Jacques-Topsport Vlaanderen em 2006. Essa temporada conseguiu um décimo lugar na Paris-Bruxelas. Na corrida do Schaal Sels, conseguiu a vitória em solitário em 2007. Esse Outono, obteve vários lugares top-10.
A campanha em 2008 começou com um 7º e um 10º posto em etapas do Tour de Catar. Cedo conseguiu uma forma razoável conseguiu ficar 36º da Kuurne-Bruxelas-Kuurne. No seguinte os Três Dias de Flandres Ocidental, atacou na cada etapa. Por outra parte, pôde terminar 16º na Ronde van Het Groene Hart e 23º em Através de Flandres. Dehaes cresceu a cada vez mais como velocista, onde se meteu no sprint em massa da Gante-Wevelgem terminando quinto. Após um breve descanso disputou os Quatro Dias de Dunquerque onde se impôs na terceira etapa por adiante de Thor Hushovd. Ademais foi segundo na primeira etapa do Tour de Picardie.

## Palmarés
2007
- Schaal Sels

2008
- 1 etapa dos Quatro Dias de Dunquerque
- 1 etapa da Volta à Bélgica

2013
- 1 troféu da Challenge Ciclista a Mallorca (Troféu Palma)
- Handzame Classic
- Ache-Ingooigem
- 1 etapa do Tour de Valonia

2014
- Tour de Drenthe
- Nokere Koerse

2015
- Grande Prêmio da Villa de Zottegem

2016
- 1 etapa dos Quatro Dias de Dunquerque
- 1 etapa do Tour de Picardie
- Tour de Limburgo

2017
- Gooikse Pijl

2018
- Grande Prêmio de Denain
- Gran Premio da Villa de Pérenchies

## Resultados em Grandes Voltas e Campeonatos do Mundo
| Corrida            | 2006 | 2007 | 2008 | 2009 | 2010 | 2011 | 2012 | 2013 | 2014 | 2015 | 2016 | 2017 | 2018 |
| ------------------ | ---- | ---- | ---- | ---- | ---- | ---- | ---- | ---- | ---- | ---- | ---- | ---- | ---- |
| Giro d'Italia      | -    | -    | -    | -    | -    | -    | -    | 156º | F.c. | -    | -    | -    | -    |
| Tour de France     | -    | -    | -    | -    | -    | -    | -    | -    | -    | -    | -    | -    | -    |
| Volta a Espanha    | -    | -    | -    | -    | -    | -    | -    | -    | -    | -    | -    | -    | -    |
| Mundial em Estrada | -    | -    | -    | -    | -    | -    | -    | -    | -    | -    | -    | -    | -    |

-: não participa

Ab.: abandono

F. c.: desclassificado por "fora de controle"

## Equipas
- Topsport Vlaanderen (2006-2008)
- Katusha (2009)
- Silence/Omega Pharma/Lotto (2009-2015)
  - Silence-Lotto (2009)
  - Omega Pharma-Lotto (2010-2011)
  - Lotto Belisol Team (2012)
  - Lotto Belisol (2013-2014)
  - Lotto-Soudal (2015)
- Wanty-Groupe Gobert (2016-2017)
- Wallonie Bruxelles (2018-)
  - WB-Aqua Protect-Veranclassic (2018)
  - Wallonie Bruxelles (2019)